# Feux (bande dessinée)
Pour les articles homonymes, voir Feux.

Feux est une bande dessinée de Lorenzo Mattotti, publiée pour la première fois en 1984 dans la revue italienne Alter Alter et éditée en album en 1986 par Albin Michel. Considérée comme le chef-d'œuvre de Mattotti, elle lui a permis de s'imposer parmi les chefs de file de la bande dessinée picturale.

## Résumé
L'armée envoie un cuirassé enquêter sur des faits étranges survenus sur une île déserte où trône un phare mystérieux. Le Lieutenant Absinthe, premier homme envoyé sur l'île, finit par être possédé par les esprits qui y habitent et déserte. Lorsqu'il est ramené à bord du navire par une patrouille, celui-ci est pris par une fièvre étrange, et la troupe est décimé de morts violentes, sans que leur cause puisse être trouvée : le lieutenant ? ou les Feux, étranges créatures rouges. Afin de faire cesser les problèmes, le commandant du navire ordonne de bombarder l'île.

## Analyse
L'histoire, assez originale, est bien menée, dans le cadre d'une narration classique, Mattotti utilisant un découpage privilégiant la fluidité via un grand équilibre dans la composition des pages comme des cases. L'utilisation ponctuelle de la dissociation du texte et de l'image permet à Mattotti de créer un effet de flux de conscience et de renforcer l'aspect onirique de l'intrigue. L'intérêt de l'œuvre réside cependant avant tout dans son aspect graphique : « Ouvrez Feux à n’importe quelle page (elles ne sont pas numérotées) et vous découvrez la couleur. La bande dessinée, depuis toujours dominée par le régime du dessin et du contour, bascule ici dans l’univers inverse, pictural et chromatique. » Utilisant une technique à base de pastels gras, Mattotti échappe à l'esthétisme pur souvent prévalent dans la bande dessinée picturale pour réaliser une « symbiose organique où tous les éléments, de la composition aux couleurs, convergent pour produire la même qualité d'émotion ».
Mattotti joue sur un décalage entre des images plutôt floues et des éléments tracés avec une grande précision. Dans la première perspective, le jeu des formes colorées rappelle Félix Vallotton et Pierre Bonnard, les bâtiments Edward Hopper, mais parfois Mattotti se détache de cet héritage post-impressionniste pour aborder l'abstraction, afin de souligner mieux encore l'irruption des sentiments et le caractère étrange de l'île. Le modernisme et l'esthétique industrielle concernent quant à eux les armes, les soldats. Cependant, le dessin n'est pas bâti sur cette binarité, et la sphère militaire est parfois elle aussi touchée par la « matière semi-onirique [du] phare », particulièrement lorsqu'au fur et à mesure de l'avancement de l'intrigue, l'île prend le pas sur les hommes. La virtuosité graphique de Mattotti est ainsi mise au seul service de la narration, à un point auparavant jamais atteint, bien que Mattotti ne considère qu'il n'a fait que poursuivre une tradition entamée par Lyonel Feininger et George Herriman.

## Postérité
Dès sa parution Feux est saluée par les critiques. Sa traduction en allemand reçoit en 1992 l'une des prix Max et Moritz de la meilleure bande dessinée en langue allemande.
Aujourd'hui encore, elle est considérée comme l'une des meilleures bandes dessinées de Mattotti, et fait partie avec Lycaons d'Alex Barbier des chefs-d'œuvre fondateurs de la bande dessinée picturale.

## Publications en français

### Revues
- L'Écho des savanes nos 30 à 36, Albin Michel, juillet 1985 - janvier 1986

### Albums
- Feux, Albin Michel, janvier 1986  (ISBN 2226022961)
- Feux, Le Seuil, juin 1997  (ISBN 202032217X)

### Sources
- Bruno Canard et Lorenzo Mattoti, « Entretien avec Lorenzo Mattoti », dans L'Indispensable no ??, octobre 1999.
- Philippe Morin, Dominique Poncet, Pierre-Marie Jamet et Lorenzo Mattoti, « Lorenzo Mattotti », dans Plein la gueule pour pas un rond, automne 1990.
- Francesco Sisci (trad. Thierry Groensteen), « L'indispensable : Feux de Lorenzo Mattotti », dans Les Cahiers de la bande dessinée no 68, mars-avril 1986, p. 4-5.
- Pierre Sterckx, « Le crible : Feux », dans Les Cahiers de la bande dessinée no 67.